# Appcelerator Titanium
Pour les articles homonymes, voir Titanium.
Appcelerator Titanium est un kit de construction de logiciels (framework open-source) destinés aux téléphones mobiles utilisant Android ou iOS, distribué par Appcelerator Inc depuis décembre 2008 .
Appcelerator Titanium est un des nombreux framework pour applications mobiles basés sur des technologies web permettant d'utiliser un développement en langage web, principalement Javascript, pour créer des applications natives pour plusieurs plateformes applicatives, notamment iOS, Android et Windows Phone. Ce framework est souvent comparé à Adobe Air pour développer des applications de bureau pour Windows, Mac et Linux.
Appcelerator Titanium inclut un outil basé-web, de cross-compilation qui demande un accès internet et un compte développeur. Cet outil peut déployer des applications stand-alone pour Mac, Windows, et Linux de n'importe laquelle de ces plateformes. Cela se réalise en envoyant les fichiers source à une machine propriétaire côté serveur qui renvoie alors les binaires. Un compilateur en ligne de commandes libre est aussi disponible mais n'est pas sujet aux mêmes exigences de réseau et de compte, mais il ne cross-compile pas. La compilation pour mobile est sujette à des exigences supplémentaires Mac OS (donc d'un ordinateur Apple) et du SDK iOS. Concernant Android, il faut disposer du SDK Android, disponible sur les plateformes Mac, Windows et Linux.
En janvier 2010, Appcelerator a publié une liste de 554 développeurs Titanium montrant un réel intérêt envers l'iPad d'Apple. Appcelerator a aussi annoncé la compatibilité de Titanium et de l'Apple iPad et a confirmé qu'il existait des applications Titanium pour l'iPhone qui tournaient sur le simulateur d'iPad. 
Appcelerator, Inc. offre aussi des services basé CLOUD pour l'emballage, le test et la distribution des applications logiciels développés avec la plateforme Titanium.

## Fonctionnalités
Les fonctions principales d'Appcelerator Titanium comprennent :
- Un support des technologies web basées sur les standards: HTML, CSS et JavaScript sur toutes les plateformes ainsi que PHP, Python et Ruby pour les plateformes de bureau
- Support des populaires frameworks JavaScript et AJAX dont jQuery,  YUI, MooTools, Scriptaculous et autres...
- Une API indépendante de la plateforme pour accéder aux composants d'interface graphique natifs  dont les barres de navigations, les menus, les boîtes de dialogues et les alertes, et des fonctionnalités natives des appareils dont le système de fichiers, le son, le réseau et une base de données locale.
- Accès de l'API aux fonctions natives du mobile comme la géolocalisation, l'accéléromètre et les cartes
- Extensibilité à travers des interfaces libres et des licences autorisant les développeurs à ajouter le support d'autres langages de programmation, de codecs multimédia et de fonctions spécifiques à l'appareil
- Disponible sous la licence Apache Public v2.0, licence de logiciels open-sources